# Глухівський міський краєзнавчий музей
Глу́хівський міськи́й краєзна́вчий музе́й (комунальний заклад «Глухівський міський краєзнавчий музей») — краєзнавчий музей у місті Глухові (райцентр на Сумщині), зібрання матеріалів і предметів з історичного та культурного розвитку та персоналій, пов'язаних з містом, що висвітлює значення Глухова як важливого українського історичного осередку.

## Загальні дані
Глухівський міський краєзнавчий музей міститься в історичній будівлі в середмісті Глухова й розташований за адресою:
вул. Терещенків, буд. 42, м. Глухів—41400 (Сумська область, Україна).
Будинок музею — це приміщення колишнього Дворянського зібрання (пам'ятка архітектури місуевого значення, XIX ст.), що входить як об'єкт до Національного заповідника «Глухів». 
Музей на балансі міста, є комунальним закладом кудьтури.
працює від 8-00 до 17-00 (вихідний день — понеділок). 
Директор музею — Онопрієнко Олена Володимирівна.

## З історії музею

### Від початків до Другої світової війни
Краєзнавчий музей у Глухові — один із найстаріших в Україні, адже його фондова колекція бере свій початок з вересня 1902 року. Са́ме тоді вдова голови Ніжинського повітового суду Миколи Васильовича Шугурова передала Глухівському земству прийняти бібліотеку, колекцію гравюр і документів з історії краю. Дарунок Н. А. Шугурової став підставою для створення в місті музею. Ініціатором і головним організатором створення музею був відомий український історик, громадський і державний діяч, на той час земський лікар Петро Якович Дорошенко.
Відтак, 23 вересня того ж (1902) року земські збори затвердили правила збирання місцевої старовини: 
|  | «Зібрати і зберегти для нащадків різного роду пам'ятки місцевої старовини, як речові так і документальні, старовинну зброю, предмети старовинного ужитку, портрети місцевих діячів, картини, гравюри, археологічні знахідки і всякого роду історичні та юридичні акти». |

Частину своїх колекцій передали до музею місцеві меценати —Александровичі, Амосови, Дорошенки, Люті, Міклашевські, Неплюєви, Скоропадські, Терещенки.
Від початку 1920-х років розпочалось планомірне збирання музейних цінностей з дворянських садиб, державних та громадських організацій. У цей час з села Ярославця Глухівського повіту з маєтку Кочубеїв були перевезені меблі, мармурові вироби, художня бронза, порцеляна, а навесні 1922 року — учитель В. І. Риженко перевіз до Глухова зібрання порцеляни з села Волокитиного.
У передвоєнний період фондова колекція музею за своїми обсягами і цінністю була доволі значимою в Україні. Містилась вона протягом 1930—41 років у Анастасіївському соборі. 

### Припинення роботи і відновлення музею в повоєнний час
У повоєнний період музей не зміг пристосувати свої експозиції відповідно до вимог тодішньої ідеології, і згідно з Наказом міністра культури УРСР № 478 від 21 травня 1954 року була припинена діяльність Самбірського, Яворівського, Старо-Костянтинівського, Новгород-Сіверського, Глухівського краєзнавчих музеїв та Дергачівського меморіального музею А. М. Матющенка «як музеїв, що не мають належних фондів для утворення експозицій і не відповідають у зв'язку з цим зростаючим потребам населення». Акти комісій після передачі фондів, майна та обладнання музеїв, затверджені обласними управліннями культури, потрібно було надіслати до Міністерства не пізніше 5 червня того ж (1954) року. Тоді ж згідно з розпорядженням виконкому Сумської обласної ради депутатів трудящих № 186-р від 31 травня 1954 року фонди, інвентар, обладнання та бібліотеку Глухівського краєзнавчого музею було передано Сумському краєзнавчому музею і розподілено між краєзнавчим та художнім музеями, а приміщення — Глухівській районній бібліотеці.
Зібравши нову фондову колекцію й розмістивши її у районній бібліотеці, музей на громадських засадах відновив свою діяльність у листопаді 1973 року. 

### Музей за сучасності
Вже за незалежної України, від травня 1997 року музейний заклад функціонує як Глухівський міський краєзнавчий музей.
У грудні 2002 року було повністю оновлено експозицію закладу, й від наступного (2003) року краєзнавчий музей отримав нове приміщення — відреставровану будівлю колишнього Дворянського зібрання. Для відновлення краєзнавчого музейного осередку в Глухові на початку 2000-х багато зробив місцевий музейник В. М. Мажуга, за сприяння тодішньої обласної і міської влади: особисто міського голови М. А. Деркача і Голови Сумської ОДА В. П. Щербаня (1999-2002, 2002-2005). 
Однак сучасна фондова колекція, на відміну від втраченої, не може повноцінно висвітлити історію краю і особливо XVIII століття, са́ме тому працівниками музею неодноразово здіймалось питання про повернення експонатів. Окремі музейні експонати все-таки були повернуті. 
Значною подією культурного життя Глухова стало відзначення 2008 року 300-ліття проголошення міста столицею гетьманської Лівобережної України. Одним із центрів ювілейних урочистостей став Глухівський міський краєзнавчий музей. На базі закладу з нагоди ювілею проходили виставки (загалом 10, в т.ч. художня виставка-пам'ять, виставка-спомин «55 років поспіль», на якій були представлені роботи глухівців, колишніх студійців, які зберегли свій художній хист упродовж творчого півстоліття, В. Д. Єрмакова, Ю. С. Шемшученка, В. Ф. Шума, В. Г. Пуцка та ін.), науково-практичні конференції, презентації книг, концерти за участю хорів духовної музики з різних міст України, в тому числі Глухівського народного камерного хору духовної музики з виконанням творів композиторів-земляків М. Березовського і Д. Бортнянського. Так, 6 листопада 2008 року в музеї було презентовано книгу-фотолітопис «Глухів. Погляд крізь століття», керівником авторського колективу якої стала міський голова Олена Мельник, художнє оформлення здійснив заслужений художник України Володимир Єрмаков.

## Фонди та експозиція
Фонди Глухівського міського краєзнавчого музею нараховують понад 12 тисяч музейних експонатв.
Сучасна музейна експозиція, розташована в 6-ти залах (5 експощиційних і виставкова), а са́ме:
- центральна зала — виставково-урочиста, тут проводяться виставки художніх робіт, виробів народних майстрів, науково-практичні конференції, святкові зібрання, урочисті реєстрації шлюбів. Тут демонструється один з музейних рартитетів — прапор міста Глухова (1878 року;
- зала «Природа краю» — розповідає про корисні копалини, рельєф, клімат, ґрунти, водні ресурси, флору і фауну Глухівщини; тут представлено також палеонтологічні знахідки, фрагменти кераміки археологічних культур, притаманних краю, зокрема ямково-гребінцевої;
- зала «Глухів середньовічний» — висвітлює історію міста від давнини: заснування в часи Київської Русі до Нового часу (XVII століття). У цій експозиції демонструються, зокрема, вироби з кераміки, знаряддя праці, зброя, прикраси, монети. Меморіальний комплекс зали розповідає про Глухівську трагедію 1352 року, коли чума, яка прийшла з Західної Європи, винищила все населення міста. Окремо висвітлено історію Глухівського Успенського дівочого монастиря, ігуменею якого була мати Івана Мазепи Марія Магдалина, та Глухівського Петропавлівського чоловічого монастиря, де з 1686 до 1697 року ігуменом був Дмитро Ростовський;
- зала «Глухів гетьманський» — присвячена найяскравішій сторінці історії Глухова, коли у 1708-1782 роках він був столицею Лівобережної України. Тут, зокрема, висвітлюється діяльність гетьманів І. Мазепи, Д. Многогрішного, І. Скоропадського, П. Полуботка, Д. Апостола, К. Розумовського; предствалено герби знаменитих глухівських дворянських родин; демонструється рідкісне видання, датоване 1766 роком — Євангліє напрестольне; є куточок видатних композиторів хорового мистецтва М. С. Березовського і Д. С. Бортнянського;
- «Глухів у XIX-ХХ століттях».

У експозиції Глухівського краєзнавчого музею , меценатів Терещенків, Неплюєвих, братів Нарбутів, глухівській період О. Довженка, а також духовних святинь Глухівщини.
Оригінальні експонати висвітлюють світлі і трагічні сторинки історії Глухівщини: ), порцеляна Волокитинського порцелянового заводу (1839—62 роки),документи, нагороди, особисті речі Героя Радянського Союзу Жужоми М. І. тощо.

## Виноски
1. ↑  віднолення роботи музею
2. 1 2 3  Глухівський міський краєзнавчий музей у розділі «Музеї розповідають» на Вебсайт Глухівської міської ради
3. ↑  станом на 2008 рік — 11 084 одиниць зберігання — дивись Глухівський міський краєзнавчий музей [Архівовано 2010-03-12 у Wayback Machine.] на www.tour.sumy.ua («Сумщина туристична») [Архівовано 2010-03-12 у Wayback Machine.]
4. ↑  Комунальний заклад «Глухівський міський краєзнавчий музей» на opendatabot
5. ↑  Будинок колишнього Дворянського зібрання у Глухові [Архівовано 23 вересня 2020 у Wayback Machine.] на Вебсайт [Архівовано 5 серпня 2020 у Wayback Machine.] Національного заповідника «Глухів»
6. ↑  Витяг з наказу Міністра культури УРСР № 478 від 21 травня 1954 року
7. ↑  Витяг з розпорядження виконкому Сумської облради депутатів трудящих № 186-р від 31 травня 1954 року
8. ↑  Глухівський міський краєзнавчий музей на www.prostir.museum («Музейний простір України») [Архівовано 29 липня 2009 у Wayback Machine.]
9. ↑  за інформацією директора музею Онопрієнко О. В. під час екскурсії 01.08.2020
10. ↑  Мажуга В. М. (головний зберігач Глухівського краєзнавчого музею) Чи можливо повернути музейну колекцію? // Сіверщина в контексті історії України (Матеріали шостої науково-практичної конференції)., Суми: Видавничий будинок «Еллада», 2007, стор. 189
11. ↑  Проект Глухівського міського краєзнавчого музею у проекті «Найкращі музейні події 2008 року» [Архівовано 2014-12-24 у Wayback Machine.] на www.prostir.museum («Музейний простір України») [Архівовано 29 липня 2009 у Wayback Machine.]